# افسر جزء
افسر جزء (انگلیسی: Junior officer) یا افسر جوان به پایین‌ترین رده افسران عملیاتی درجه‌دار در یک سازمان نظامی یا شبه‌نظامی اشاره دارد که بالاتر از افسران درجه‌دار و پایین‌تر از افسران ارشد قرار می‌گیرد.
افسران جزء مسئول فرماندهی گروه‌های کوچکی از پرسنل داوطلب هستند. بسته به شاخه و تخصص خود، افسران جزء ممکن است سیستم‌های پیچیده‌ای مانند انواع سلاح‌ها، وسایل نقلیه، سیستم‌های ارتباطی یا هواپیما و هواگردها را اداره و نگهداری کنند. این افسران، تیم‌ها را مدیریت می‌کنند، بر عملیات روزانه نظارت دارند و رفاه و نظم زیردستان خود را تضمین می‌کنند. افسران جزء اغلب وظیفه برنامه‌ریزی، هماهنگی و نظارت بر وظایف یا مأموریت‌ها را بر عهده دارند. این وظایف ممکن است شامل تدارکات، نظارت تاکتیکی یا وظایف اداری باشد. از آنجایی که افسران جزء در مراحل اولیه شغلی خود هستند، انتظار می‌رود که از طریق تجربه و آموزش رسمی، رهبری، تفکر استراتژیک و تخصص عملیاتی را توسعه دهند.